# 兵庫県立阪神昆陽高等学校
兵庫県立阪神昆陽高等学校（ひょうごけんりつ はんしんこやこうとうがっこう）は、兵庫県伊丹市にある県立高等学校。同一敷地内に所在する兵庫県立阪神昆陽特別支援学校と学校設備を共用している。阪神昆陽高等学校と阪神昆陽特別支援学校の学校長は兼任しており、阪神昆陽特別支援学校には副校長を置く。校訓・校章・校歌・制服も両校で共通である。
2005年に兵庫県立武庫工業高等学校との統廃合で閉校となった兵庫県立武庫荘高等学校の跡地に開校した。敷地はおよそ9割が伊丹市に属するが旧武庫荘高校の正門は尼崎市に在ったので尼崎市西昆陽3丁目が所在地とされていたのに対し、阪神昆陽高校は事務室の位置を所在地としているため、伊丹市池尻7丁目が所在地とされている。

## 設置学科
- 普通科（多部制定時制）

特別支援学校との一体運営を強調していて、授業等で両校が交流するほか、本校の学校設定科目に「ノーマライゼーション」が設けられている。

## 沿革
「学校概要」による。
- 2008年10月15日 - 阪神地域に多部制単位制高等学校の設置が公表
- 2011年3月24日  - 「阪神地域の新しい多部制単位制高等学校及び高等特別支援学校（兵庫県立阪神昆陽特別支援学校）の実施計画」が公表される
- 2011年4月1日 - 開設準備室を設置
- 2011年6月27日 - 学校名「兵庫県立阪神昆陽高等学校」を記者発表
- 2012年1月1日 - 兵庫県立阪神昆陽高等学校を設置、開校準備室を伊丹市池尻に設置
- 2012年4月9日 - 兵庫県立阪神昆陽高等学校の開校式及び入学式を挙行